# Entomofagie

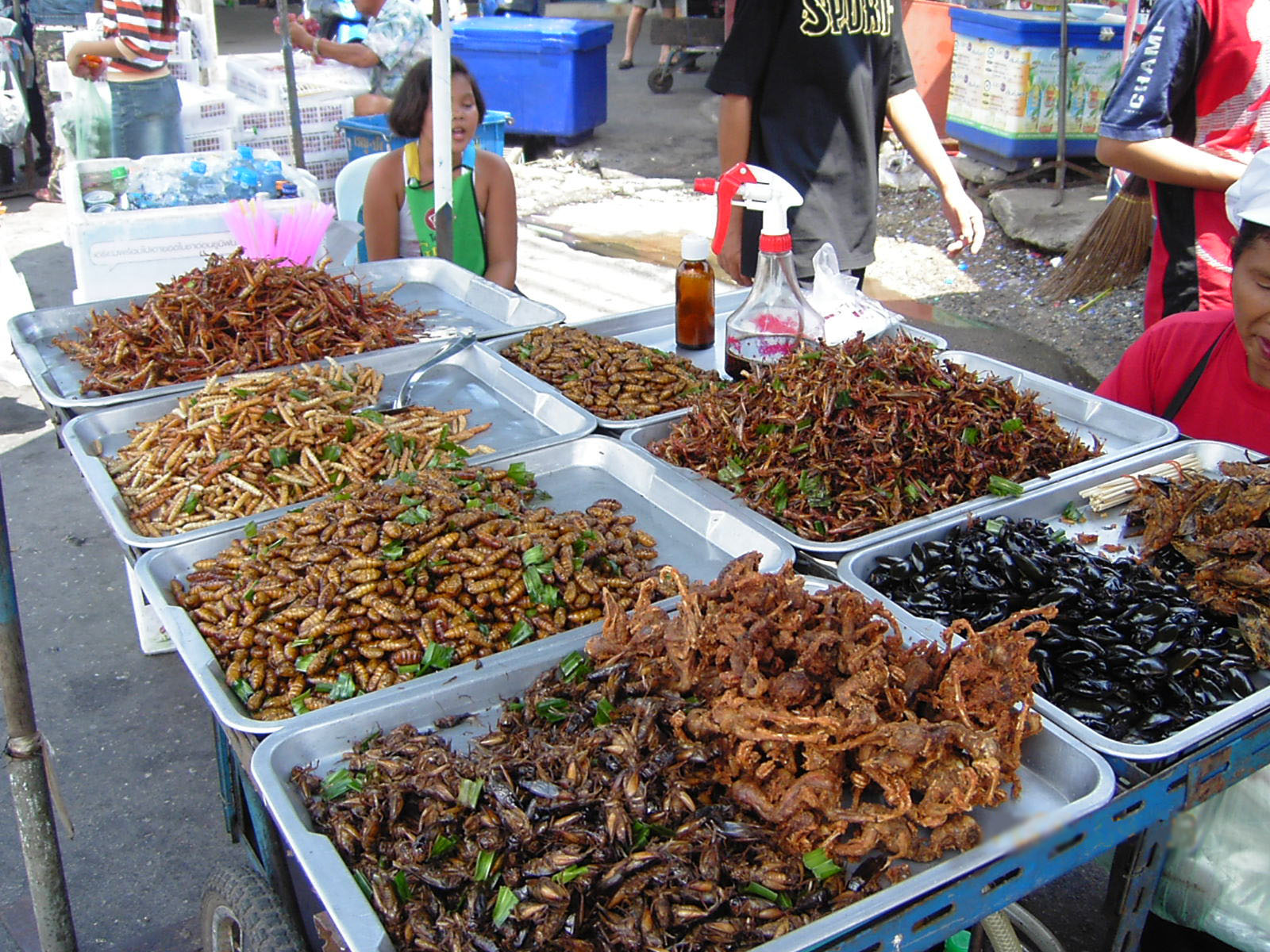
Fritovaný hmyz na stánku v Bangkoku.

Entomofagie (z řečtiny ἔντομον éntomon, "hmyz", a φᾰγεῖν phagein, "jíst") je využívání hmyzu jako potraviny. Vajíčka, larvy, dospělci a jiný vývojová stádia hmyzu byla využívána již v prehistorických dobách jako složka potravy u lidí a tento stravovací návyk trvá i v moderní době.
Na světě je zhruba 1500 druhů jedlého hmyzu. Je běžně pojídán ve všech obydlených světadílech s výjimkou Evropy a Severní Ameriky, kde jsou vůči tomuto zdroji potravy výhrady či je považován za tabu. Zatímco v chudých regionech představuje vítaný a snadno dostupný zdroj bílkovin namísto jinak nedostupného masa
V současné době se v západních kulturách stává entomofagie doslova módní záležitostí a počinem luxusních podniků, kde můžete ochutnat vybrané hmyzí speciality. Avšak dle několika studií bude v budoucnu potřeba zařadit do běžného jídelníčku hmyz pro většinu obyvatelstva po celém světě, z důvodu udržitelnosti produkce potravin.

## Výhody

### Ekologický dopad
Hmyz má obecně vyšší efektivitu přeměny jídla na energii, což zjednodušeně znamená, že s porovnáním s ostatními zdroji masa (skot, vepřové apod.) spotřebuje méně potravy. A zároveň k produkci nepotřebuje tolik prostoru. Například na produkci jednoho kilogramu bílkoviny stačí u hmyzu spotřebovat jen jeden litr vody, u vepřového masa 3 500 litrů vody, a u hovězího masa je to dokonce 22 000 litrů. I produkce skleníkových plynů je v porovnání s chovem drůbeže, prasat nebo krav minimální. V neposlední řadě se pak jedná i o plochu chovu. Zatím co v přepočtu na jeden kilogram bílkovin musíte krávy chovat na 200 m² a slepice na 45 m², hmyz zabere pouze 15 m². 

### Zdroj látek
V těle hmyzu se nachází poměrně velké množství důležitých látek (proteinů, vitamínů apod.) a zároveň malé množství tuků.

## Nevýhody

### Alergie
Hmyz je příbuzný s tzv. mořskými plody, tedy pokud na ně trpíte alergií je lepší se vyhnout i konzumaci hmyzu.
Zároveň je důležité se vyhnout konzumaci hmyzu z volné přírody, jelikož může obsahovat stopy pesticidů či jiných látek a zároveň se může jednat o nejedlý druh.

## Konspirační teorie
V USA se konzumací hmyzu zabývá např. konspirační teorie Great Reset (pojmenovaná podle stejnojmenné iniciativy Světového ekonomického fóra z roku 2020), podle které plánují politici zotročit občany a mj. je donutit přežívat právě díky pojídání hmyzu. Tématu se opakovaně věnoval i americký konzervativní komentátor Tucker Carlson, který v roce 2019 označil jezení hmyzu jako odporné a neamerické (což jsou podle Carlsona důvody, proč musí být podle levice entomofagie skvělá), v dubnu 2023 pak Carlson uvedl 25minutový speciální pořad Let Them Eat Bugs, charakterizovaný jako zkoumání „toho, jak environmentalisté nutí ostatní jíst brouky“.
Podle amerického rozhlasu NPR využívají krajně pravicová média téma entomofagie k zdiskreditování hnutí za ochranu klimatu, a to i navzdory tomu, že se v zájmu snížení znečištění životního prostředí vědecká komunita (přinejmenším v USA) zabývá spíše zvýšením podílu potravin rostlinného původu ve stravě než konzumací hmyzu. Nařčení politických oponentů z toho, že plánují nutit obyvatelstvo jíst hmyz, se v prvním čtvrtletí roku 2023 rovněž vyskytla v Polsku a Nizozemsku.

### Dezinformace v Česku

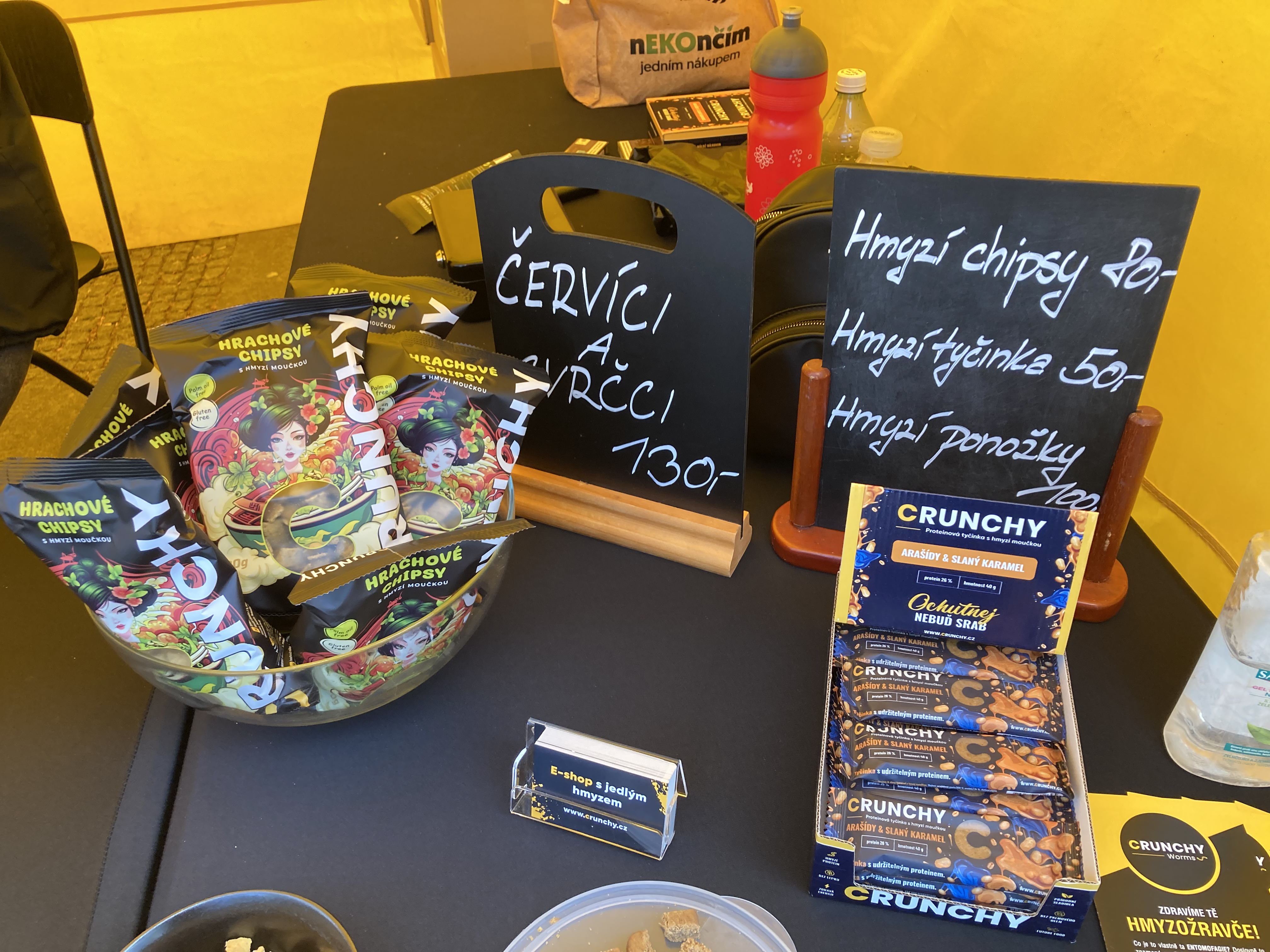
Nabídka hmyzích pokrmů (Teplice, duben 2024).

V České republice se po prezidentských volbách v lednu 2023 začaly ve větší míře objevovat dezinformace o povinném využití hmyzu v běžných potravinách na příkaz Evropské unie. O tématu se psalo na sociálních sítích (např. na Facebooku europoslanec Ivan David psal o „povinné konzumaci hmyzu“) i v řetězových e-mailech, jejichž obvyklým cílem bylo podle skupiny Čeští elfové poškodit instituce EU.
Před rozšířením těchto dezinformací EU v lednu 2023 schválila zařazení cvrčků domácích a larev potemníka stájového na seznam bezpečných potravin prodejných na evropském trhu s výhradou, že pro alergiky může představovat konzumace hmyzu riziko, a že na prodávaných produktech musí být uveden konkrétní druh obsaženého hmyzu. Již dříve EU povolila používání jiných druhů hmyzu (jako prvních moučných červů v roce 2021), výrazně delší dobu se pak používá barvivo košenila získávané z červce nopálového, které se do potravin (např. do masných výrobků) přidává pod označením E120.

#### v češtině
- Obrazem: Kurz jezení hmyzu a několik hmyzích receptů
- Stránky Jana Frkala o entomofagii Archivováno 11. 10. 2008 na Wayback Machine.
- Entomofagie na stránkách Mendelovy zemědělské a lesnické univerzitě v Brně
- Rozhovor s Ing. Marií Borkovcovou, Ph.D. z MZLU o entomofagii pro časopis GASTRO PLUS

#### v angličtině
- The Human Use of Insects as a Food Resource